# Église du Gesù delle Monache
L’église du Gesù delle Monache est une église catholique romaine située près de la Porta San Gennaro dans le centre de Naples, en Italie.

## Histoire
L’impulsion initiale pour l’église était celle de Jeanne d’Aragon, reine de Naples (1455-1517), épouse de Ferdinand Ier de Naples, qui espérait faire de l’église un panthéon royal. Malgré une volonté stipulant cela, la dynastie aragonaise est toutefois restée enterrée à San Domenico Maggiore. L'église du Gesù delle Monache fut achevée en 1582 par la famille Montalto et était affiliée à un couvent de Clarisses .
La façade de style Renaissance tardive est sobre par rapport à l'intérieur baroque décoré et conçu par Arcangelo Guglielmelli. Les peintures dans l'église ont été réalisées ou attribuées à Cesare Turco, à Lorenzo Vaccaro, à Enrico Pini, à Fabrizio Santafede, à Nicola Cacciapuoti, à Francesco Solimena (Sainte Claire en gloire), à Paolo De Matteis (Scènes de la vie de Sainte Claire). Luca Giordano a été prolifique dans cette église, peignant une Immaculée Conception (1683), une Annonciation, le Mariage de la Vierge, St Antoine prêche au poisson, St Antoine soigne un pied blessé (1685) et un St Jean Baptiste dans la sacristie. En 1731, Francesco Della Monica et Agostino Di Filippo achèvent le pavement en majolique,.

## Galerie

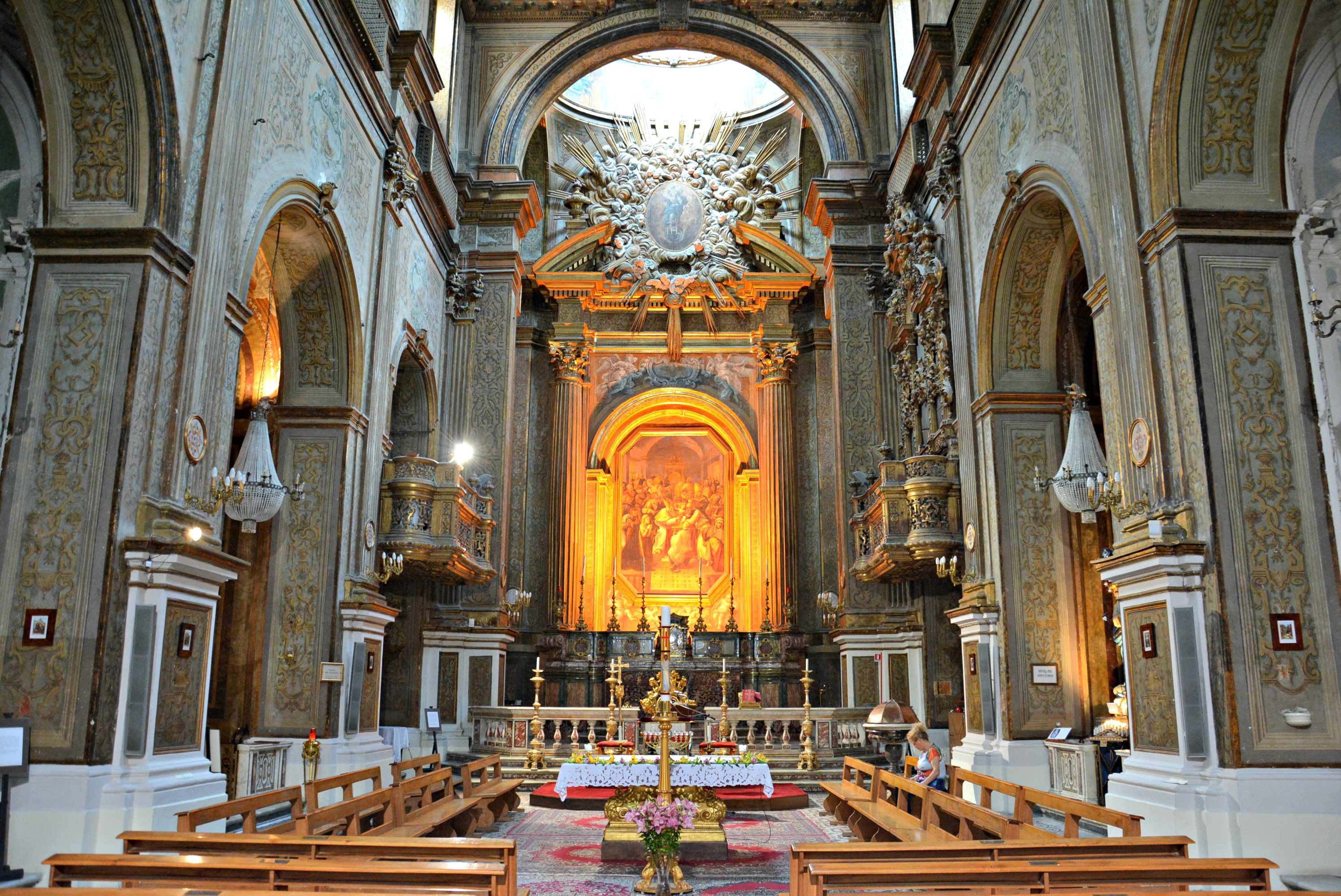
Intérieur
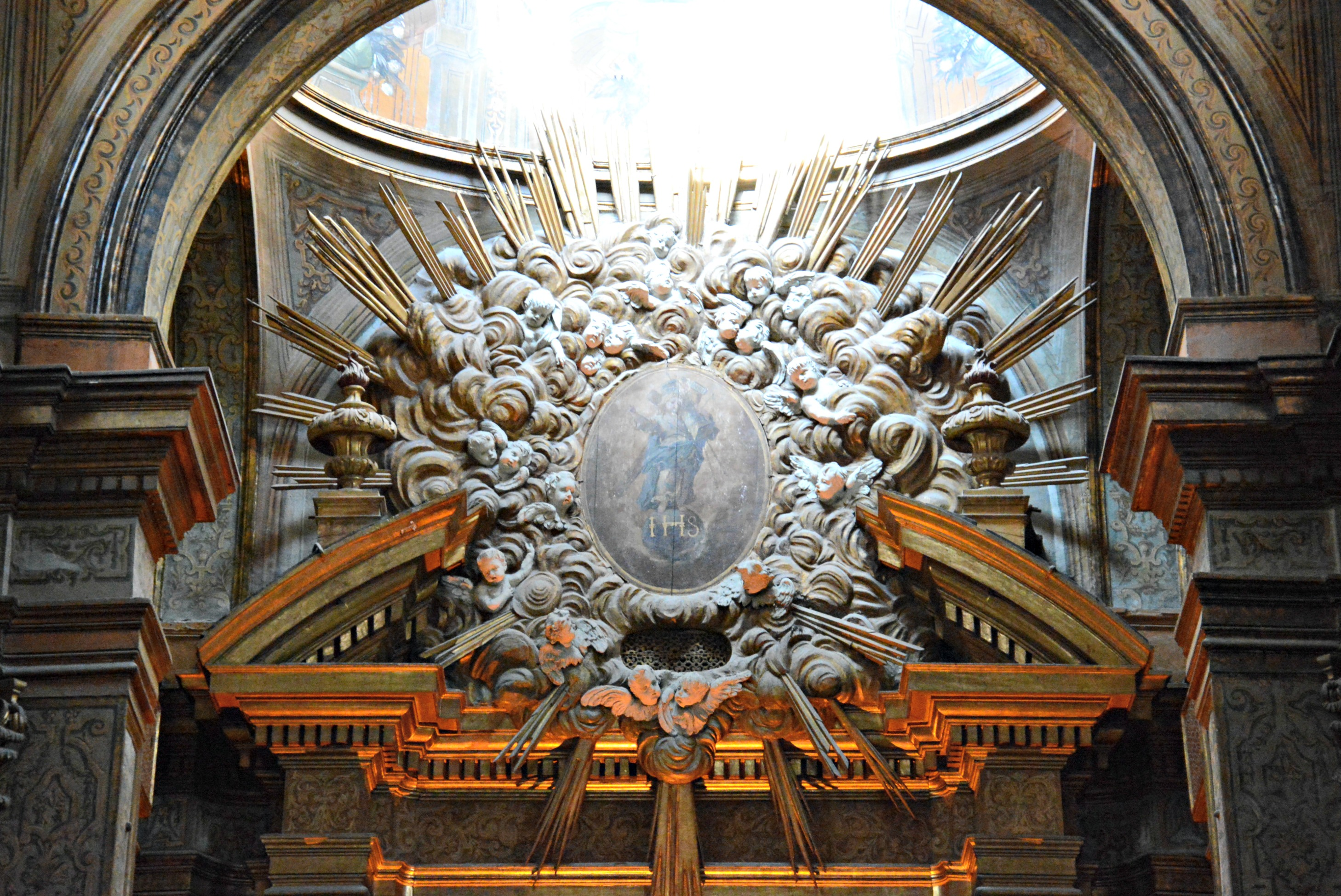
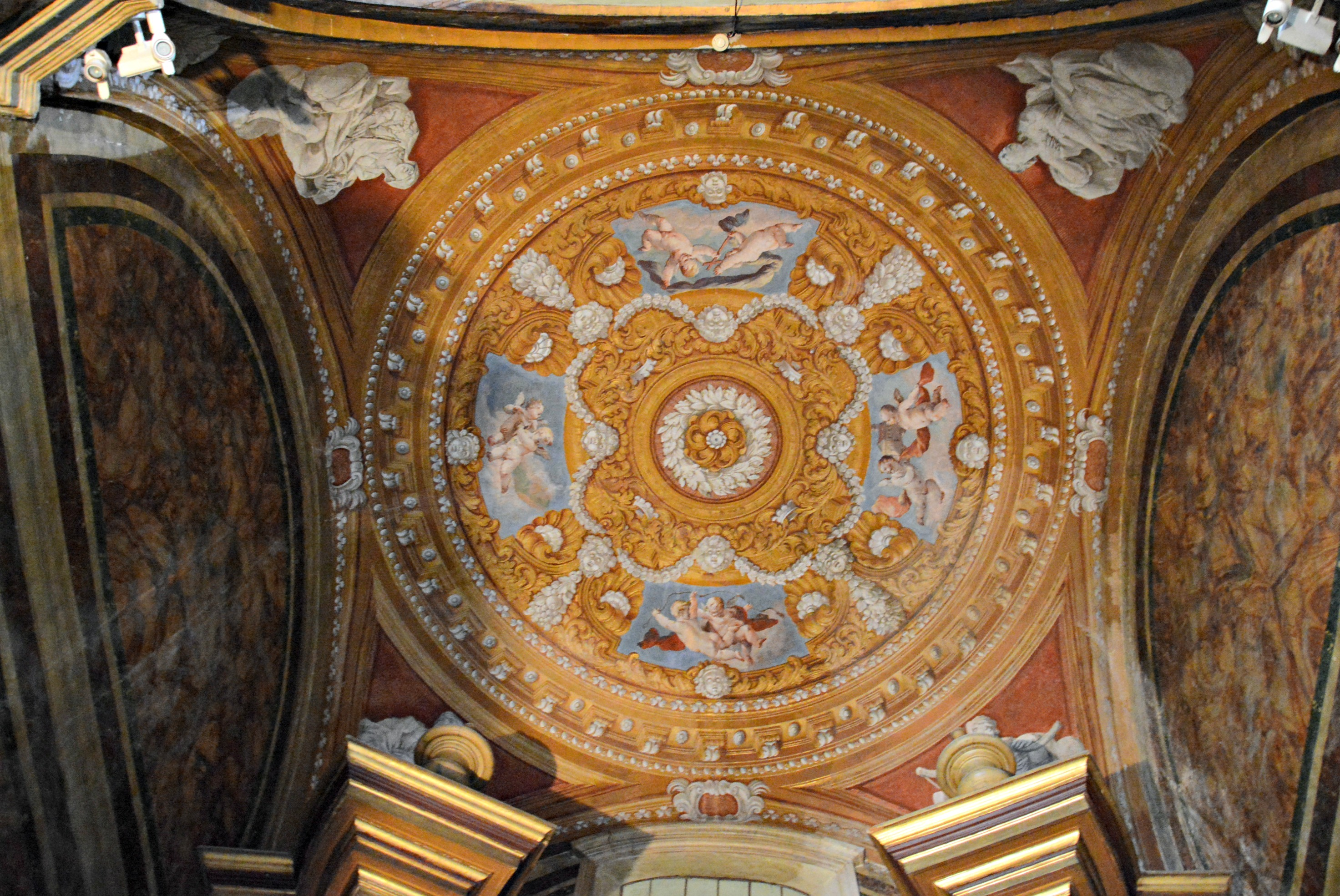
Dôme
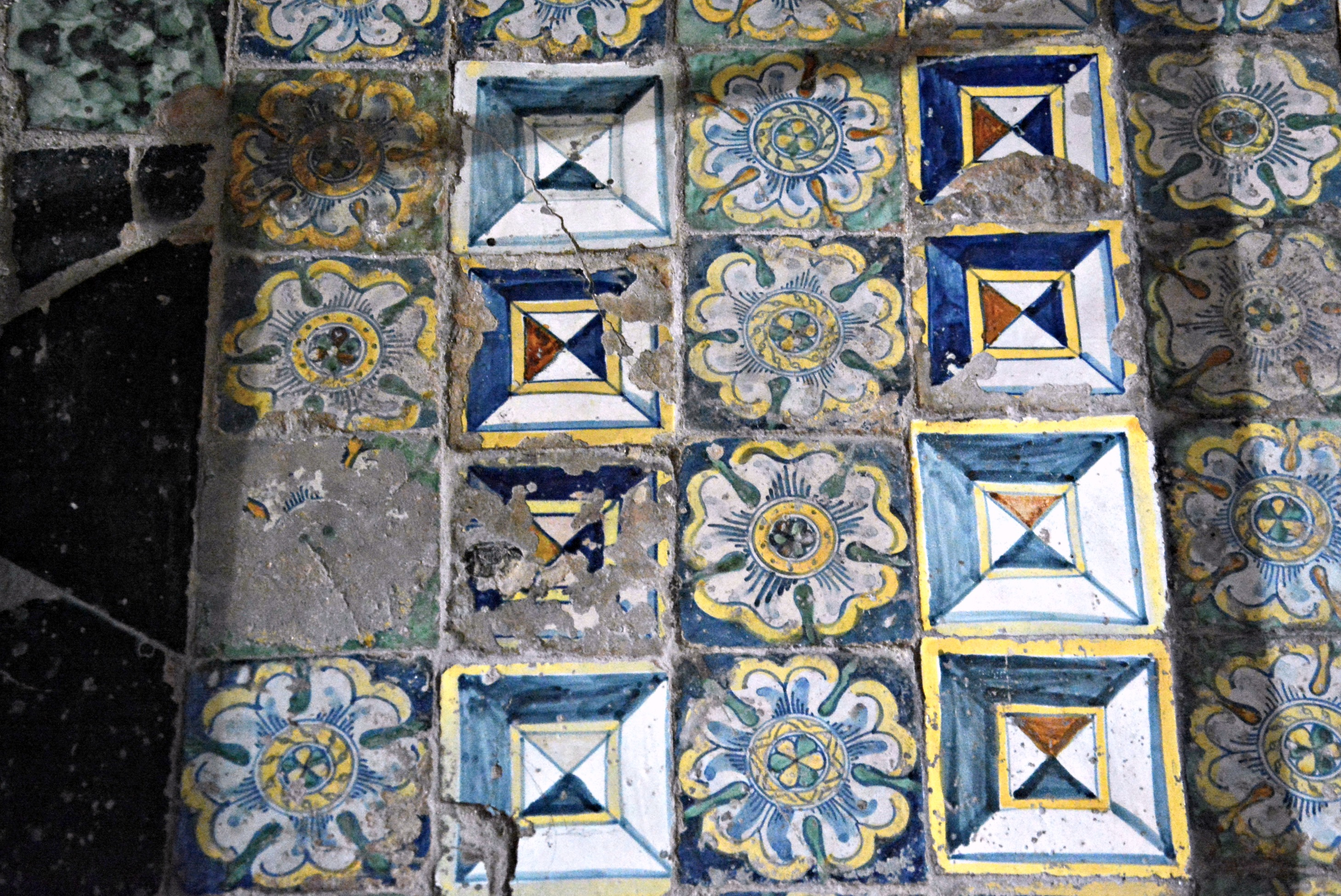
Sol en majoliques
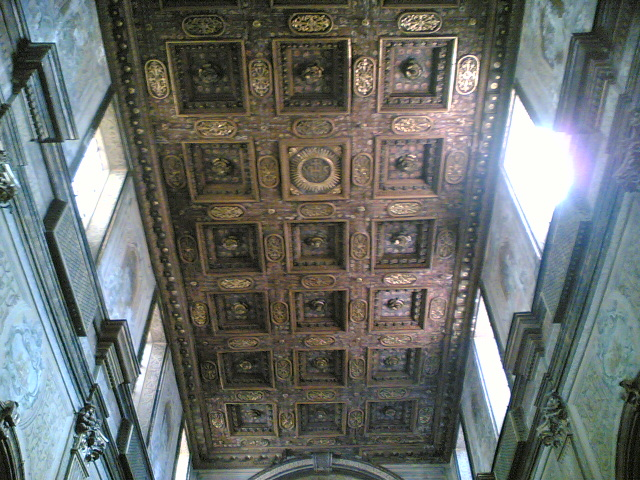
Plafond à caissons
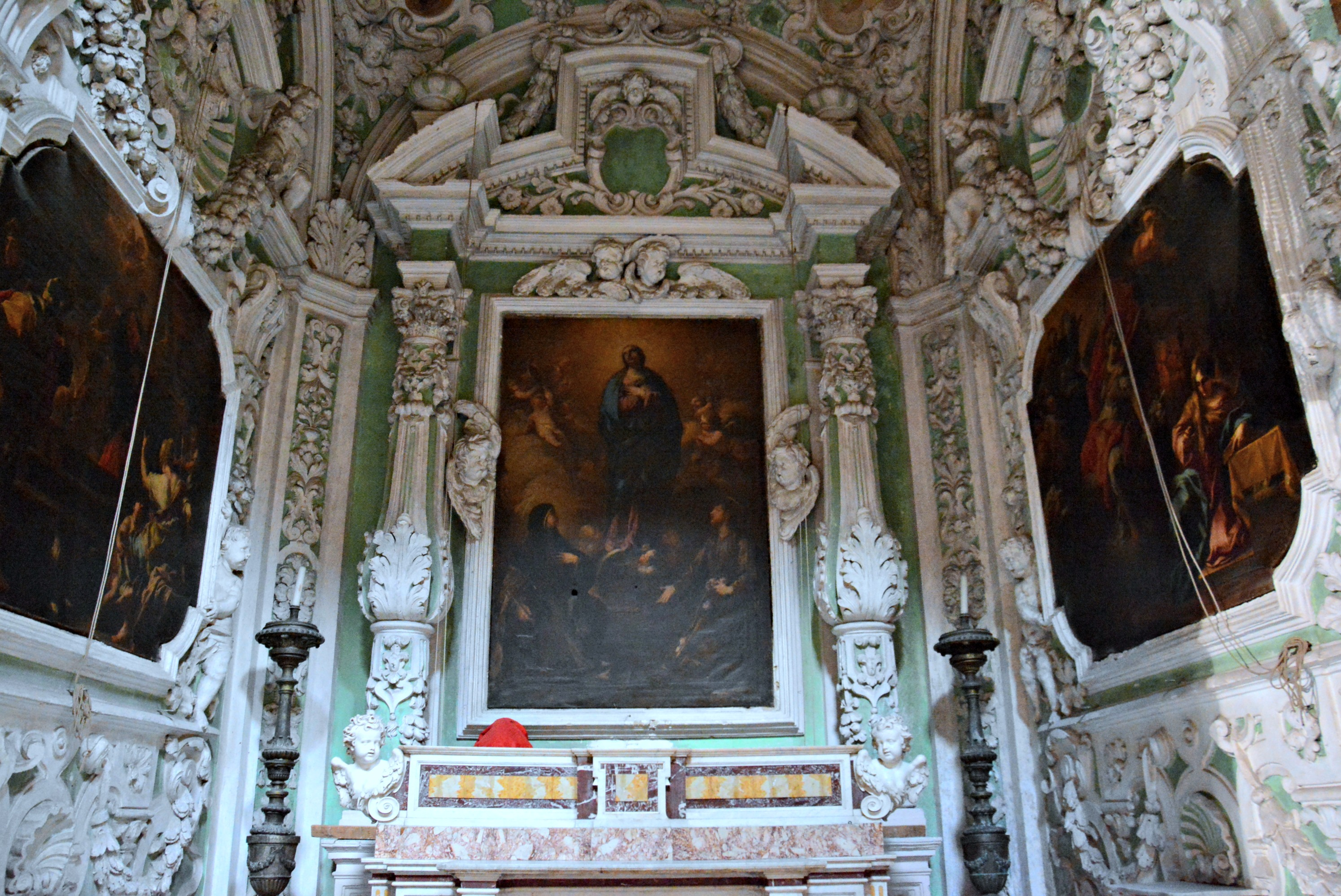
Chapelle